# ホセ・ルイス・ペレス＝パジャ
ホセ・ルイス・ペレス＝パジャ・ソレール（José Luis Pérez-Payá Soler、1928年3月28日 - 2022年8月12日）は、スペイン・バレンシア州アルコイ出身の元サッカー選手。現役時代のポジションはFW。元スペイン代表。

## 経歴
現役時代は主にアトレティコ・マドリードやレアル・マドリードでプレーし、1955年5月18日にはイングランド代表戦にてスペイン代表での初キャップを記録した。
現役引退後は1970年から5年間スペインサッカー連盟の会長を務め、2022年8月12日、享年94歳で亡くなった。